# Angelo Lombardo
Angelo Salvatore Lombardo (Grammichele, 27 giugno 1960) è un politico italiano.

## Biografia
Si è occupato per molti anni della segreteria politica del fratello Raffaele, Presidente della Regione Siciliana dal 2008 al 2012.

### Attività politica
La sua storia politica è legata alla storia della Democrazia Cristiana catanese.
Nel 1990 è stato eletto consigliere comunale di Grammichele, un centro agricolo di rilievo nell'area del calatino.
Passa dalla DC al CCD, poi all'UDC, infine al Movimento per le Autonomie.
Nel 2006 è eletto deputato all'Assemblea Regionale Siciliana dove ricopre la carica di Vice Presidente della Commissione Attività Produttive.
Alle elezioni politiche del 2008 viene eletto alla Camera dei Deputati, nelle liste del Movimento per le Autonomie nella circoscrizione Sicilia 2.
Alla Camera ha ricoperto la carica di Segretario di Presidenza ed è stato membro della Commissione Difesa.
Non si ricandida più in Parlamento alle elezioni politiche del 2013.

### Procedimenti giudiziari
Il 29 marzo 2010 la Repubblica diffonde la notizia, pur in assenza di comunicazione giudiziaria all'interessato, di un'indagine della Procura di Catania per concorso esterno in associazione mafiosa assieme al fratello Raffaele e numerosi amministratori locali, che si presume siano stati eletti tramite il sostegno della mafia. Ad accusare Lombardo sarebbe un pentito, nonché intercettazioni telefoniche ed ambientali che documentano contatti con il boss di Cosa Nostra Vincenzo Aiello.
Il 19 febbraio 2014 viene rinviato a giudizio e fissata la prima udienza del processo che lo coinvolge per concorso esterno in associazione mafiosa e voto di scambio al 4 giugno.